# Forte del Lazzeretto
Il forte del Lazzeretto era una struttura difensiva costiera situata a Porto Santo Stefano, capoluogo di Monte Argentario, all'estremità occidentale del Porto Vecchio.

## Storia
Il complesso venne costruito dai Francesi nel 1805, durante il periodo napoleonico, con le duplici funzioni di struttura difensiva costiera e di luogo di quarantena per chi contraeva gravi malattie infettive (in quell'epoca ci furono nella zona alcuni casi di febbre gialla).
La parte del complesso adibita a funzioni difensive era dotata di una batteria in grado di colpire eventuali imbarcazioni nemiche che vi si avvicinassero; tuttavia, nel 1808 il forte venne espugnato da soldati britannici giunti inaspettatamente con una serie di imbarcazioni.
Verso la metà dell'Ottocento, il complesso difensivo venne potenziato e, in seguito, furono dismessi gli ambienti di quarantena che furono trasformati nei locali uffici sanitari. Passato sotto la giurisdizione del Regno d'Italia, la struttura proseguì nelle sue funzioni difensive, integrando parzialmente il forte del Pozzarello che venne costruito più ad est.
La struttura venne semidistrutta durante i bombardamenti della seconda guerra mondiale; al suo posto venne costruita la palazzina che ospita la sede del Compartimento marittimo di Porto Santo Stefano.
Il perduto forte del Lazzeretto si presentava come un edificio a pianta rettangolare che si articolava si due livelli. Lungo la facciata principale era dotato di due porte d'ingresso rettangolari, inframezzate da finestre di forma quadrangolare, che si aprivano anche al livello superiore. La parte alta culminava con un tetto di copertura a quattro spioventi.